# Нойштадт (Гарц)
Нойштадт (нем. Neustadt/Harz) — община в Германии, в земле Тюрингия.
Входит в состав района Нордхаузен. Подчиняется управлению Хонштайн/Зюдхарц. Население составляет 1116 человек (на 31 декабря 2010 года). Занимает площадь 11,46 км².

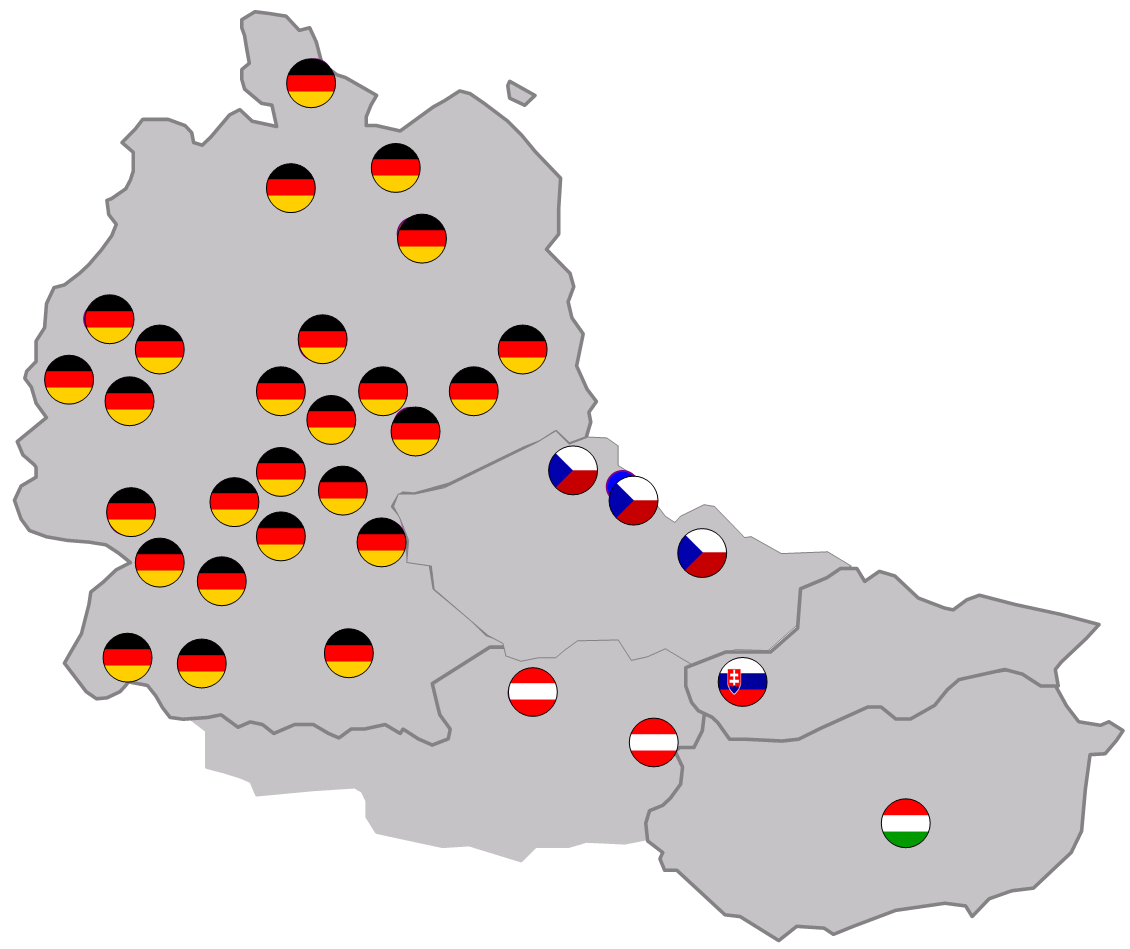
Нойштадт (Гарц)